# Karácsony este (Gauguin-kép)
A Karácsony este (Az ökrök megáldása) Paul Gauguin festménye, amely az Indianapolis Museum of Art gyűjteményének része.

## Keletkezése
A bretagne-i téli tájat ábrázoló festmény jól mutatja Gauguin képességét a különböző forrásokból merített inspirációinak felhasználásra egyetlen kompozíción belül. A csúcsos templomtorony és a hófödte háztetők Pont-Avent idézik, a nők viszont egy másik falut, Le Pouldut jellemző fekete kendőket viselnek. Az ökrök ábrázolása az ókori egyiptomi sírszobrokra emlékeztet, míg a szentélyben ülő alakok azokra a jávai frízekre utalnak, amelyek fényképét a festő magával vitte Tahitire is.
A vásznat Paul Gauguin műhelyében találták, a Marquises-szigeteken a festő halála után. Elképzelhető, hogy az alkotáson már utolsó pont-aveni tartózkodása alatt, 1894-ben dolgozni kezdett, de valószínűbb, hogy az egészet Polinéziában festette 1902–1903-ban. A múzeumba Samuel Josefowitz gyűjteményéből került 1967-ben. Ebben a kollekcióban volt Gauguin Csendélet Laval profiljával című alkotása is.